# Noguera de Vallferrera
La Noguera de Vallferrera est une rivière espagnole située dans la comarque du Pallars Sobirà, en Catalogne. Cette rivière fait 29 km de longueur et elle appartient au bassin versant de l'Èbre.

## Géographie
La Noguera de Vallferrera est formé par la confluence de deux ruisseaux, la Barranc d'Areste et la Barranc d'Arcalis à une altitude d'environ 1 858 m, dans la commune d'Alins au pied du pic de Baiau (2 879 m d’altitude) dans le cirque de Baiau,. Ensuite la rivière traverse la commune jusqu'à arriver à Tírvia où elle se jette dans la Noguera de Cardós (à 1 800 m d'altitude) qui se jette dans la Noguera Pallaresa dans la commune de Llavorsí.
Son bassin constitue la vallée Ferrera. 

### Communes traversées
- Alins et Tírvia

## Affluents
La Noguera de Vallferrera possède quarante-trois dont :
- le Canal de Rois sur la commune d'Alins[3].
- la Noguera de Tor, 12,5 km, sur la commune d'Alins avec 33 affluents[3].
- le Barranc de Besan, sur la commune d'Alins avec un affluent[3].
- Et il y a tous les autres petits ruisseaux ou ravines.

## Hydrologie
Le régime de ce cours d'eau pyrénéen est nival transitoire, en juin son débit est doublé par rapport à la moyenne inter-annuel tandis qu'en janvier elle dépend de la rétention des neiges et en novembre des précipitations d'influence méditerranéenne. Elle a bassin de 188 km2 et un débit par seconde de 7,5 m3.

### Note
1. ↑  « Barranc » se traduit en français par « Ravine ».